# Leichtathletik-Europameisterschaften 1974/1500 m der Männer

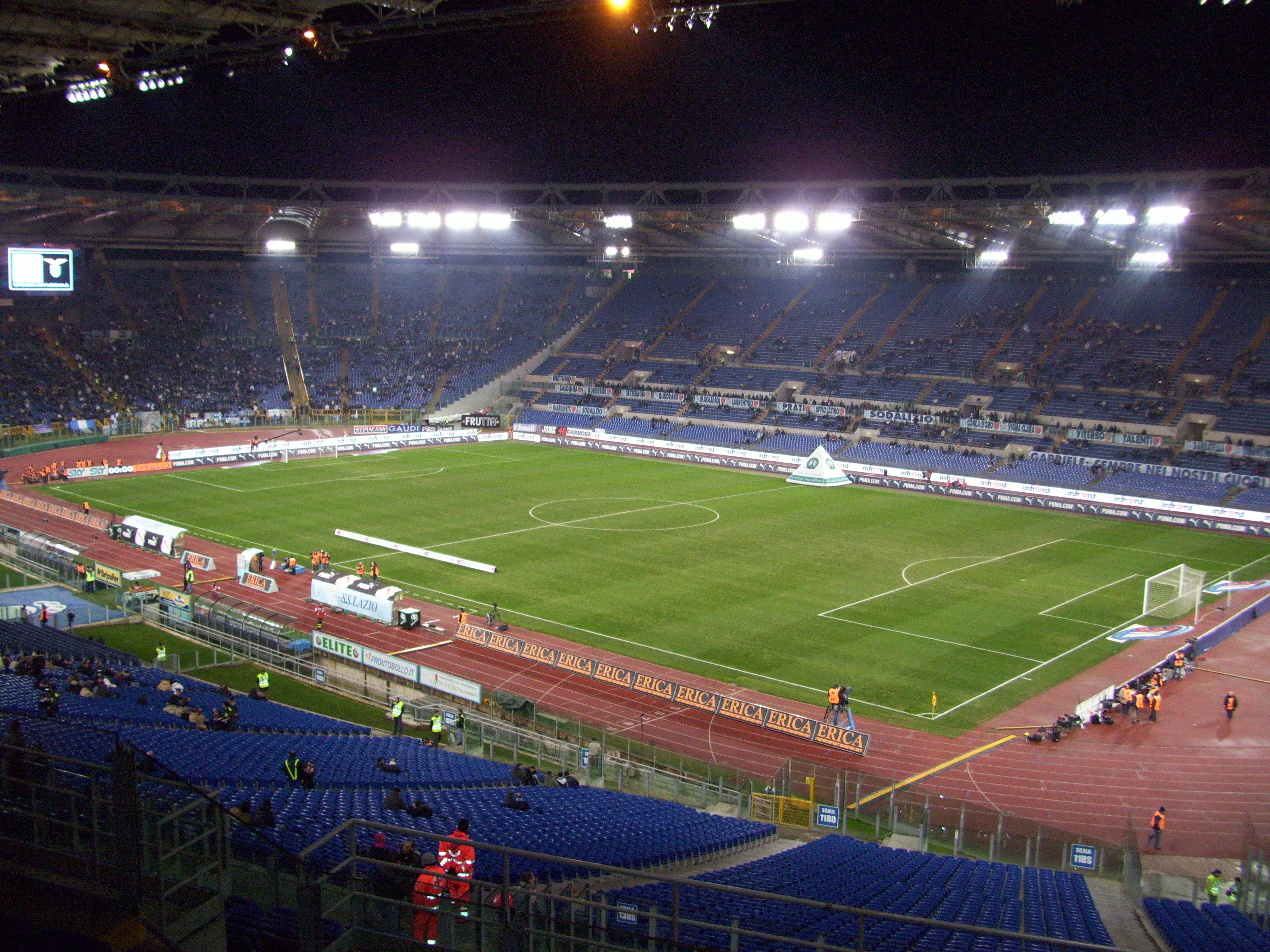
Das Olympiastadion von Rom im Jahr 2009

Der 1500-Meter-Lauf der Männer bei den Leichtathletik-Europameisterschaften 1974 wurde am 6. und 8. September 1974 im Olympiastadion von Rom ausgetragen.
Europameister wurde Klaus-Peter Justus aus der DDR. Den zweiten Rang belegte der Däne Tom Birger Hansen. Bronze ging an den bundesdeutschen Läufer Thomas Wessinghage.

## Rekorde

### Bestehende Rekorde
| Weltrekord           | 3:32,2 min  | Filbert Bayi    | Christchurch, Neuseeland | 2. Juli 1974    |
| Europarekord         | 3:34,0 min  | Jean Wadoux     | Colombes, Frankreich     | 25. Juni 1966   |
| Meisterschaftsrekord | 3:38,43 min | Francesco Arese | EM Helsinki, Finnland    | 15. August 1971 |

Die Rennen hier in Rom waren ausnahmslos auf reine Spurtentscheidungen angelegt. So wurde der bestehende EM-Rekord nicht erreicht. Die schnellste Zeit erzielte Europameister Klaus-Peter Justus aus der DDR im Finale mit 3:40,55 min, womit er 2,12 s über dem Rekord blieb. Zum Europarekord fehlten ihm 6,45 s, zum Weltrekord 8,35 s.

### Rekordverbesserung
Es wurde ein neuer Landesrekord aufgestellt:

3:55,2 min – John Charvetto (Gibraltar), dritter Vorlauf am 6. September

## Legende
- NR: Nationaler Rekord

## Vorrunde
6. September 1974, 17:00 Uhr
Die Vorrunde wurde in drei Läufen durchgeführt. Die ersten drei Athleten pro Lauf – hellblau unterlegt – und darüber hinaus drei zeitschnellste Läufer hellblau unterlegt – qualifizierten sich für das Finale.

### Vorlauf 1
| Platz | Name                | Nation           | Zeit (min) |
| ----- | ------------------- | ---------------- | ---------- |
| 1     | Ulf Högberg         | Schweden         | 3:42,0     |
| 2     | Haico Scharn        | Niederlande      | 3:42,5     |
| 3     | Rolf Gysin          | Schweiz          | 3:42,6     |
| 4     | Klaus-Peter Justus  | DDR              | 3:42,8     |
| 5     | Henryk Szordykowski | Polen            | 3:43,7     |
| 6     | Ivan Kováč          | Tschechoslowakei | 3:44,7     |
| 7     | John Hartnett       | Irland           | 3:46,6     |
| 8     | Fernando Mamede     | Portugal         | 3:47,1     |
| 9     | Gerd Larsen         | Dänemark         | 3:47,7     |

### Vorlauf 2
| Platz | Name                | Nation         | Zeit (min) |
| ----- | ------------------- | -------------- | ---------- |
| 1     | Henryk Wasilewski   | Polen          | 3:43,0     |
| 2     | Thomas Wessinghage  | BR Deutschland | 3:43,1     |
| 3     | Gunnar Ekman        | Schweden       | 3:43,2     |
| 4     | Gheorghe Ghipu      | Rumänien       | 3:43,4     |
| 5     | Luigi Zarcone       | Italien        | 3:44,4     |
| 6     | Pjotr Anissim       | Sowjetunion    | 3:44,7     |
| 7     | Frank Clement       | Großbritannien | 3:45,0     |
| 8     | Lars-Martin Kaupang | Norwegen       | 3:47,0     |
| DNF   | Günther Hasler      | Liechtenstein  |            |

### Vorlauf 3
| Platz | Name                | Nation         | Zeit (min) |
| ----- | ------------------- | -------------- | ---------- |
| 1     | Paul-Heinz Wellmann | BR Deutschland | 3:42,4     |
| 2     | Wolodymyr Pantelej  | Sowjetunion    | 3:42,6     |
| 3     | Marcel Philippe     | Frankreich     | 3:42,7     |
| 4     | Tom Birger Hansen   | Dänemark       | 3:43,1     |
| 5     | Pekka Vasala        | Finnland       | 3:43,3     |
| 6     | Giulio Riga         | Italien        | 3:43,5     |
| 7     | Ray Smedley         | Großbritannien | 3:43,6     |
| 8     | Daniel Jańczuk      | Polen          | 3:45,2     |
| 9     | Nicolae Onescu      | Rumänien       | 3:46,7     |
| 10    | John Charvetto      | Gibraltar      | 3:55,2 NR  |

## Finale

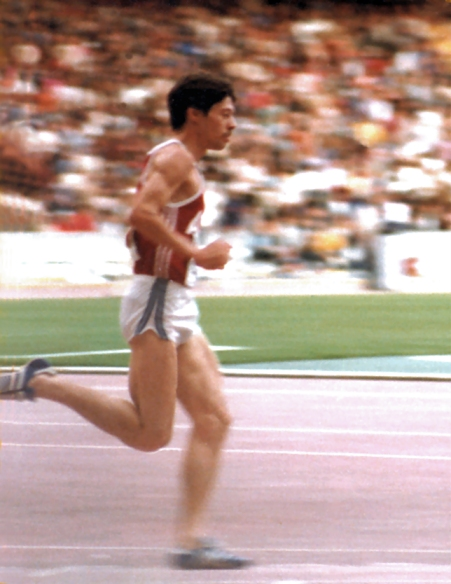
Thomas Wessinghage gewann hier mit Bronze seine erste internationale Medaille – 1982 wurde er Europameister über 5000 Meter
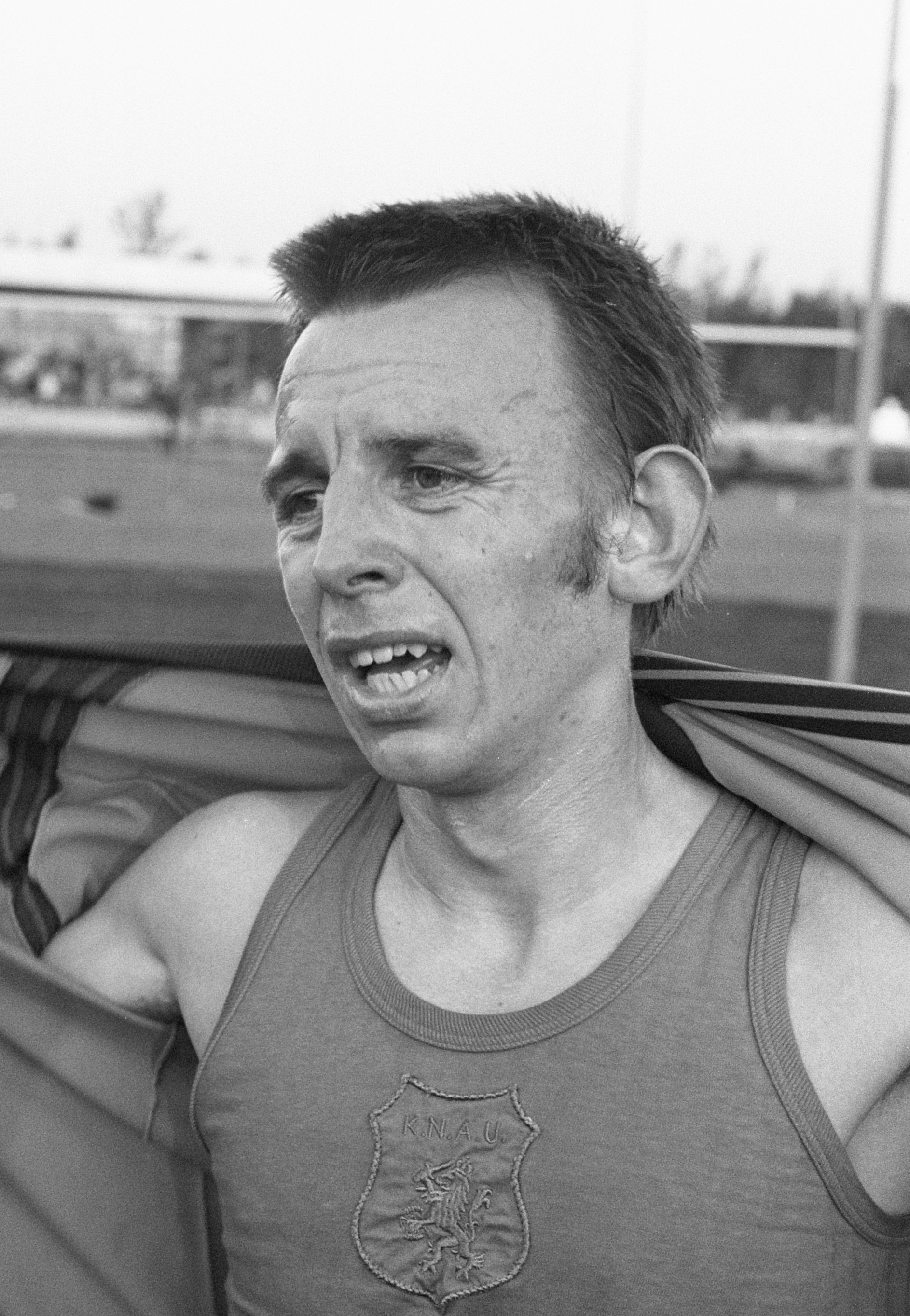
Nach Rang acht bei den Europameisterschaften 1971 erreichte Haico Scharn nun Platz vier

8. September 1974, 16:30 Uhr
| Platz | Name                | Nation         | Zeit (min) |
| ----- | ------------------- | -------------- | ---------- |
| 1     | Klaus-Peter Justus  | DDR            | 3:40,55    |
| 2     | Tom Birger Hansen   | Dänemark       | 3:40,75    |
| 3     | Thomas Wessinghage  | BR Deutschland | 3:41,10    |
| 4     | Haico Scharn        | Niederlande    | 3:41,30    |
| 5     | Wolodymyr Pantelej  | Sowjetunion    | 3:41,40    |
| 6     | Pekka Vasala        | Finnland       | 3:41,50    |
| 7     | Paul-Heinz Wellmann | BR Deutschland | 3:41,60    |
| 8     | Rolf Gysin          | Schweiz        | 3:41,80    |
| 9     | Ulf Högberg         | Schweden       | 3:42,30    |
| 10    | Gunnar Ekman        | Schweden       | 3:42,50    |
| 11    | Henryk Wasilewski   | Polen          | 3:42,70    |
| 12    | Marcel Philippe     | Frankreich     | 3:46,00    |